# Villa del Río
Villa del Río ist eine Gemeinde mit 6.863 Einwohnern (Stand: 2024) in der Provinz Córdoba in Andalusien.

## Geographie
Die Gemeinde grenzt an Bujalance, Lopera und Montoro.

## Geschichte
Über die Ursprünge von Villa del Rio ist nicht viel bekannt, sicher ist, dass das Gebiet von den tartessischen Völkern bewohnt wurde, deren Hauptzentrum Sissia von einigen Historikern an der Stelle der heutigen Stadt lokalisiert wird. Die Römer bauten Befestigungen und auch Wassermühlen zum Mahlen von Getreide, die später von den Arabern selbst genutzt wurden. Nach dem Untergang des Römischen Reiches wurde die Stadt von den Westgoten erobert, die kaum Spuren ihrer Anwesenheit hinterließen. Während der Herrschaft der Araber war sie Teil des Königreichs Córdoba. Diese bauten in der Ebene ein Kanalsystem zur Bewässerung des Landes, Befestigungen und eine Burg. Sie wurde 1236 von den christlichen Truppen des Königs von Kastilien, Ferdinand III., erobert, die auf dem Weg von Jaén nach Córdoba waren.  In dieser Zeit, von 1237 bis 1251, kam es zu einem Bevölkerungsrückgang, weil die meisten Araber die Stadt verlassen mussten. In Anbetracht der bescheidenen Größe des Gemeindegebiets gab es keine großen Ländereien wie in anderen Orten, und es herrschten kleine bäuerliche Besitztümer vor, die im 13. und 14. Jahrhundert dem Getreide- und Weinanbau gewidmet waren. Im darauffolgenden Jahrhundert wurde der Olivenanbau eingeführt.

## Wirtschaft
Die Wirtschaft basiert auf dem Anbau von Oliven, Wein und Mandeln, der Bewässerungslandwirtschaft, der Getreideproduktion, der Viehzucht, für die die Gemeinde über Weideflächen verfügt, sowie der Holzindustrie, der grafischen Industrie. Außerdem gibt es Anlagen für die Verarbeitung landwirtschaftlicher Produkte.

## Sehenswürdigkeiten
- Pfarrkirche La Inmaculada
- Rathaus